# 티케이 게임
티케이게임(TKGame)은 스카이소프트, CCR, 프리챌게임 출신 개발자가 주축이 되어 2006년 8월에 설립한 펀그랩에서 운영하는 온라인 게임 포털 사이트이다. 
현재 대한민국에서 맞고, 고스톱, 포커, 하이로우, 바둑이, 서치아이, 배드볼, 채팅, 퍼즐 등, 다수의 온라인 게임을 개발, 퍼블리싱 하고 있다. 

## 게임 목록
- 서치아이 - 스카이소프트, CCR
- 배드볼 - 스카이소프트, CCR

- 포즐 - 자체
- 메가워드 - 자체
- 채팅 - 자체

- 맞고 - 자체
- 고스톱 - 자체
- 포커 - 자체
- 하이로우 - 자체
- 바둑이 - 자체
- 홀덤 - 자체